# Estanislau da Silva

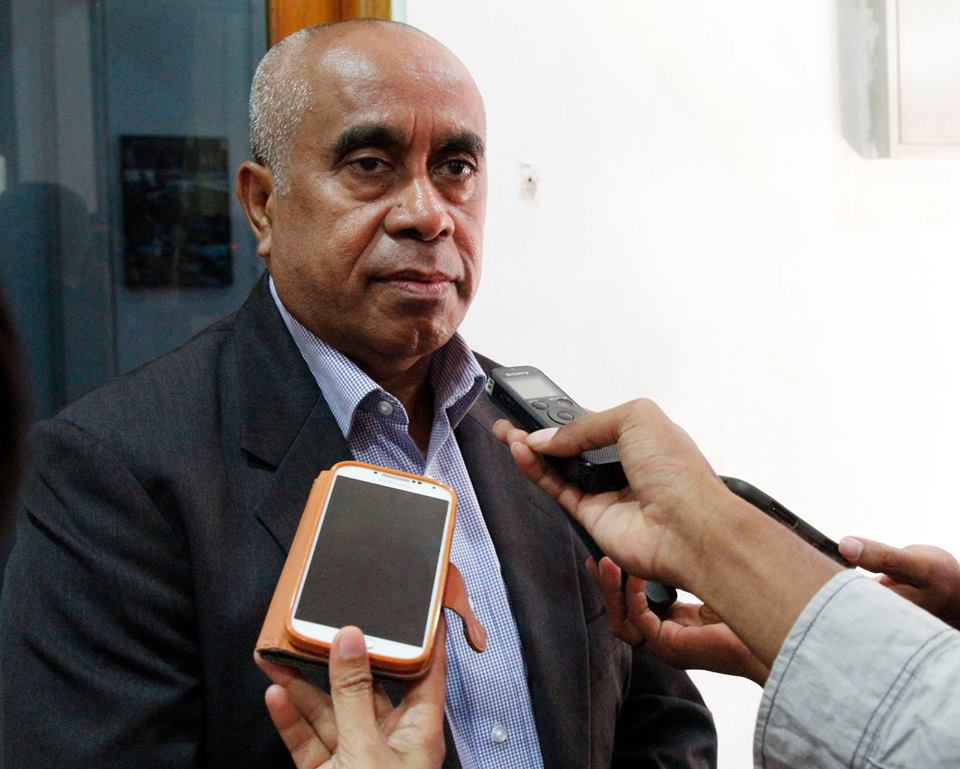
Estanislau da Silva (2016)

Estanislau da Conceição Aleixo Maria da Silva (* 4. August 1952 in Dili, Portugiesisch-Timor; andere Quelle: in Manatuto) ist ein osttimoresischer Politiker der FRETILIN. Vom 20. Mai 2007 bis zum 8. August 2007 war er Premierminister von Osttimor und von 2015 bis 2018 Staatsminister und Minister für Landwirtschaft und Fischerei.

## Werdegang
Die Eltern von Estanislau stammten von der Insel Atauro. Sein Vater war bis zur Nelkenrevolution Administrator von Manatuto. Estanislau da Silva absolvierte die Grundschule von 1961 bis 1965 in Fuiloro und erhielt von 1966 bis 1971 an der Technischen Schule Prof. Silva Cunha in Dili eine Ausbildung zum Elektro- und Maschinenbauingenieur. Nach seinem Abschluss ging Silva 1973 nach Lissabon/Portugal, um Agrarökonomie zu studieren weiter zu führen, wo er zum Umfeld der Gruppe des Casa dos Timores gehörte. Mit dem Sturz der Diktatur in Portugal 1974 gründeten sich auch in der Kolonie Portugiesisch-Timor die ersten Parteien. Silva schloss sich der FRETILIN an und wurde zum Gründungsmitglied ihrer Außenstelle in Lissabon, dem Comité de Acção da FRETILIN (CAF).
1975 rief Osttimor seine Unabhängigkeit von Portugal aus, wurde aber nur neun Tage später von Indonesien besetzt. Silva unterbrach sein Studium in Lissabon 1976 und wurde von der FRETILIN zuerst nach Mosambik, dann nach Australien geschickt, um dort für die Unabhängigkeitsbestrebungen Osttimors zu werben. Australische Unterstützer der Campaign for Independence of East Timor CIET schlugen Silva vor, António Belo beim Betrieb der Funkstation von Radio Maubere in Darwin zu unterstützen, die die Verbindung mit der FRETILIN-Führung in Osttimor halten sollte. Weil Silva nicht australischer Staatsbürger war, musste er vom Untergrund aus die Funkstation bedienen und verbrachte sechs Monate im Busch des Northern Territory. Im September 1976 wurden Silva und sein Helfer Andrew Waterhouse durch die Polizei verhaftet. Die Funkverbindung wurde unterbrochen. Nach einem kurzen Prozess wurde Silva wieder freigelassen. Später wurde die Funkverbindung durch FRETILIN-Mitglieder und australische Unterstützer wieder aufgebaut. Silva entschloss sich aber sich in Mosambik niederzulassen. Er studierte Agrarökonomie an der Eduardo-Mondlane-Universität in Maputo und arbeitete im Staatsbetrieb Marracuene für die mosambikanische Regierung. Silva absolvierte außerdem kurze Kurse über Agrarsysteme in Trockengebieten beim International Crops Research Institute for the Semi-Arid Tropics in Hyderabad (Indien).
1985 kehrte er nach Australien zurück um wieder für die Unabhängigkeit Osttimors zu werben. Er sprach bei Veranstaltungen, organisierte Demonstrationen und Spendensammlungen und sprach mit australischen Politikern. Gleichzeitig hielt Silva Kontakt mit der FRETILIN in Osttimor und unterstützte Menschen bei der Flucht aus Osttimor und dem Neuanfang in Australien. Daneben führte Silva sein Agrarstudium an der Universität Sydney weiter, wo er mit einem post-graduate diploma in Agrarökonomie 1987 abschloss. 1988 wurde Silva beim Trangie Research Agricultural Centre des Landwirtschaftsamt von New South Wales angestellt. Von 1994 bis 1997 arbeitete er beim Australian Cotton Research Institute in Narrabri.
1994 wurde Silva zum offiziellen Vertreter der FRETILIN in Australien. 1998 wurde er auf dem FRETILIN Nationalkongress in Sydney in das Zentralkomitee der Partei gewählt, dem er seitdem angehört. Außerdem ist Silva eines der 15 Mitglieder der Nationalen Politischen Kommission der FRETILIN, dass die Parteiarbeit zwischen den Treffen des Zentralkomitee leitet.
1999 kehrte Silva nach Osttimor zurück, das nun unter Verwaltung der Vereinten Nationen stand. Er arbeitete zunächst als Berater der Weltbank für Landwirtschaft und später als Projektmanager der Asiatischen Entwicklungsbank für Infrastruktur.
Auf Listenplatz 10 zog Silva bei den Wahlen am 30. August 2001 für die FRETILIN in die verfassunggebende Versammlung ein, wechselte aber am 20. September 2001 in die II. Übergangsregierung unter der UN-Verwaltung als Minister für Landwirtschaft. Nach der Unabhängigkeit Osttimors am 20. Mai 2002 wurde Silva zum Minister für Landwirtschaft, Forstwirtschaft und Fischerei. 2002 beendete Silva einen zwei Jahre langen Kurs für Management und Führung bei der Asiatischen Entwicklungsbank in Tokio (Japan).
Nach dem Rücktritt von Premierminister Marí Alkatiri am 26. Juni 2006 war Silva bis zuletzt als neuer Premierminister im Gespräch. Präsident Xanana Gusmão konnte sich aber mit seinem Kandidaten José Ramos-Horta durchsetzen, obwohl dieser nicht mehr Mitglied der Regierungspartei FRETILIN war. Silva nimmt innerhalb der FRETILIN im Gegensatz dazu eine führende Position ein. Er gilt auch als Verbündeter Alkatiris, der heute noch Generalsekretär der FRETILIN ist. Als Kompromiss erhielt Silva das Amt des ersten von zwei Vizepremierministern.
Nachdem Ramos-Horta die Präsidentschaftswahlen 2007 gewonnen hatte, übernahm Silva am 19. Mai 2007 von ihm das Amt des Premierministers und des Verteidigungsministers bis ihm am 8. August nach den Parlamentswahlen im Juni 2007 Xanana Gusmão folgte. Silva erhielt bei der Wahl einen Sitz im Nationalparlament. Er wurde Mitglied der Kommission für Wirtschaft, Finanzen und Korruptionsbekämpfung (Kommission C). Nach der Neuwahl 2012 wurde Silva als Abgeordneter Mitglied der Kommission für Öffentliche Finanzen (Kommission C).

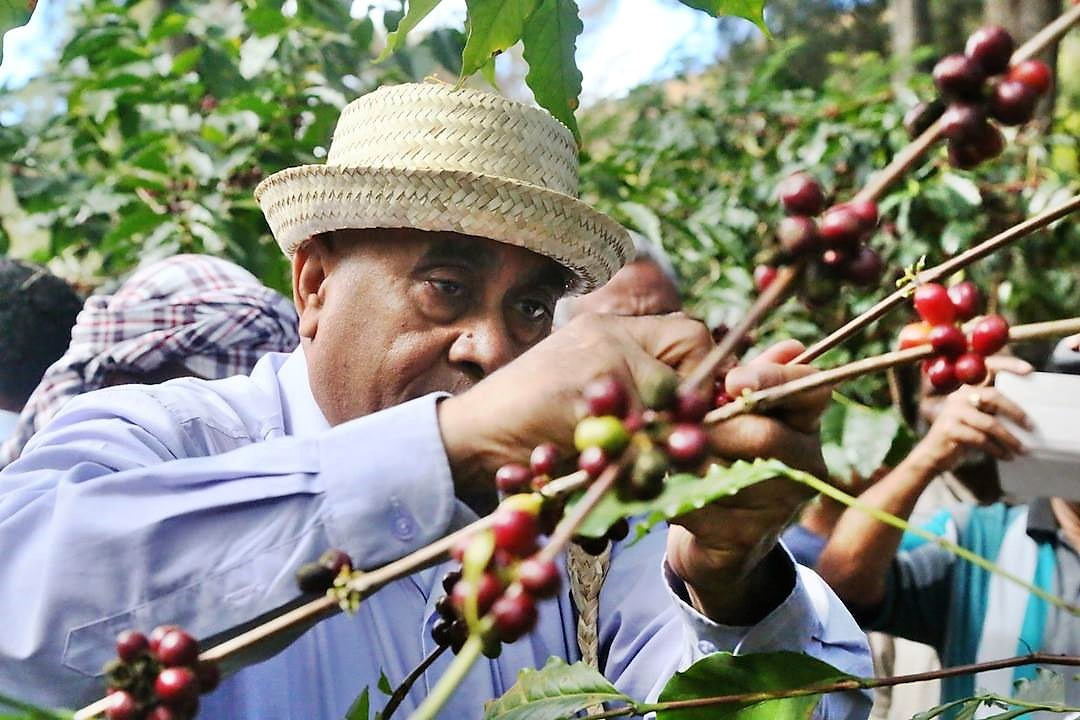
Silva als Landwirtschaftsminister in einer Kaffeeplantage (2015)

Nachdem Premierminister Gusmão vorzeitig vom Amt zurückgetreten war, wurde Silva in der neuen Regierung von Rui Maria de Araújo am 16. Februar 2015 zum Staatsminister, Koordinator für Wirtschaftsangelegenheiten und Minister für Landwirtschaft und Fischerei vereidigt. Seinem Sitz im Parlament musste er verfassungsgemäß abgeben.
Bei den Parlamentswahlen in Osttimor 2017 kandidierte Silva für die FRETILIN auf Platz 7 und zog damit erfolgreich in das Nationalparlament ein. Er verzichtete aber bereits am zweiten Sitzungstag, dem 6. September 2017, auf seinen Sitz zugunsten von Aurélio Freitas Ribeiro. Am 15. September wurden die ersten Mitglieder der neuen Regierung unter Marí Alkatiri. Silva erhielt wieder das Ministerium für Landwirtschaft und Fischerei und behielt den Titel des Staatsministers. Kommissarisch leitete er zudem bis zum 3. Oktober das Ressort „mineralische Ressourcen“. Silva verlor seine Regierungsämter mit Antritt der VIII. Regierung Osttimors am 22. Juni 2018.

## Sonstiges
Silva spricht fließend Englisch, Portugiesisch und Tetum. Er ist verheiratet mit Filomena de Almeida, die ebenfalls als Studentin zum Casa dos Timores gehörte.